# Чемпіонат Полтавської області з футболу 1959
У фінальному етапі Чемпіонату Полтавської області 1959 року взяли участь 4 команди. Всі матчі фінальної частини чемпіонату відбулися в Полтаві. Переможцем став хорольський «Колгоспник».

## Підсумкова таблиця фінальної частини
| М | Команда               | І | В | Н | П | РМ  | О |
| - | --------------------- | - | - | - | - | --- | - |
|   | «Колгоспник» (Хорол)  | 3 | 2 | 1 | 0 | 3−1 | 5 |
| 2 | «Авангард» (Карлівка) | 3 | 1 | 1 | 1 | 2−2 | 3 |
| 3 | «Динамо» (Миргород)   | 3 | 1 | 0 | 2 | 1−3 | 2 |
| 4 | «Колгоспник» (Лубни)  | 3 | 1 | 0 | 2 | 3−3 | 2 |

## Результати матчів фінальної частини
| Тур     | Команда              | Рахунок | Команда               |
| ------- | -------------------- | ------- | --------------------- |
| 1-й тур | «Динамо» (Миргород)  | 0:2     | «Авангард» (Карлівка) |
| 1-й тур | «Колгоспник» (Хорол) | 2:1     | «Колгоспник» (Лубни)  |
| 2-й тур | «Динамо» (Миргород)  | 1:0     | «Колгоспник» (Лубни)  |
| 2-й тур | «Колгоспник» (Хорол) | 0:0     | «Авангард» (Карлівка) |
| 3-й тур | «Колгоспник» (Лубни) | 2:0     | «Авангард» (Карлівка) |
| 3-й тур | «Колгоспник» (Хорол) | 1:0     | «Динамо» (Миргород)   |